# Johann Paul Codomann
Johann Paul Codomann (fälschlicherweise auch Kodemann; * 3. September 1656 in Kitzingen; † 20. April 1716 ebenda) war ein Maler des Barock, dessen Arbeiten vor allem im Umfeld der unterfränkischen Stadt Kitzingen zu finden sind.

## Leben
Johann Paul Codomann stammte aus einer alten lutherischen Pfarrerdynastie. Der Urgroßvater Salomo M. Codomann (1560–1621) war als Dekan in Kitzingen tätig, der Großvater Salomon (1590–1637) ebenfalls Geistlicher. Künstlerisch tätig waren beide. Während der ältere Salomon zum Poeta Laureatus gekrönt worden war und dichtete, verfasste sein Sohn im Jahr 1628 die „Topographiae Kitzingae“, die mit einer der bekanntesten Stadtansichten Kitzingens ausgestattet wurde.
Geboren wurde Johann Paul am 3. September 1656 in der Amtsstadt Kitzingen als Sohn des Hans Salomon Codomann. Der Vater war als würzburgischer Zent- und Vormundsschreiber tätig und wurde am 18. August 1662 zum Notar erhoben. Obwohl die Familie ursprünglich evangelisch war, legt die Beschäftigung des Vaters als Schreiber im Dienst des Würzburger Fürstbischofs einen Konfessionswechsel nahe. Die Schulzeit und Ausbildung des Johann Paul sind nicht gesichert, erstmals in das Licht der Quellen trat er als Maler im Jahr 1679. 
Insgesamt hatte Johann Paul Codomann sechs Söhne, von denen zwei, Johann Michael und Johann Ernst, ebenfalls als Maler tätig waren. Unklar ist, wer die Mutter der Kinder war, die in der zweiten Hälfte der 1680er und in den 1690er Jahren geboren wurden. Als eine der frühesten Arbeiten des Malers ist das Seitenaltarblatt mit dem heiligen Remigius in der Veitskirche in Iphofen nachweisbar. Der Kunsthistoriker Erich Schneider geht aufgrund von Stilvergleichen von einer Verbindung zum Maler Johann Baptist de Rüel aus, der in den 1680er Jahren für die Würzburger Bischöfe arbeitete.
In den folgenden Jahren ist Codomann vor allem im Einflussbereich des Benediktinerklosters Münsterschwarzach nachweisbar. Zwischen 1685 und 1689 arbeitete er für die Wallfahrtskirche in Dimbach. Die Arbeiten wurden in den 1740er Jahren ersetzt. In den 1690er Jahren war Codomann in der Egbert-Basilika in Münsterschwarzach tätig, wo er auch einfachere Malerarbeiten für Abt Augustin Voit verrichtete. 1696 entstanden dann drei Nebenaltäre für die Abteikirche und 1699 fasste Codomann das Chorgestühl neu. Im Jahr 1701 entstand ein Porträt des verstorbenen Abtes Plazidus Büchs. 
Gleichzeitig arbeitete Codomann auch für andere Konvente in der Umgebung seiner Heimatstadt. Für das Zisterzienserkloster Ebrach fasste er die Orgel der Klosterkirche neu. Außerdem war er für die Ursulinen aus Kitzingen tätig. Für das Frauenkloster schuf Codomann auch mehrere Gemälde, die 1692 in Georg Adam Mayers Schrift „Auff- und Fortgang deß Jungfaewlichen Ursuliner-Ordens...“ von Johann Alexander Böner aus Nürnberg in Kupfer gestochen wurden.
Johann Paul Codomanns Wirken wurde in den Jahren des Spanischen Erbfolgekrieges wahrscheinlich unterbrochen, weil die Landesherren und Klöster kaum noch Geld für Kunst ausgaben. Die Werkstatt Codomann unterhielt drei bis vier Lehrlinge und bestand in der Stadt Kitzingen, der genaue Standort ist nicht überliefert. Johann Paul Codomann starb am 20. April 1716 in Kitzingen. Viele der Arbeiten des Malers wurden in späterer Zeit entfernt und sind heute verschollen.

## Werke (Auswahl)
Schneider macht zwei Phasen aus, die Codomanns Schaffen prägten. Zunächst war er als Künstler tätig, der Altarbilder und Gemälde erschuf. Daneben entstanden in dieser Zeit Vorzeichnungen für Kupferstiche. Codomann unterhielt eine große Werkstatt und erhielt Aufträge von Städten, Klöstern und der Obrigkeit. Erst am Ende des 17. Jahrhunderts gerieten die handwerklichen Aufträge immer mehr in den Vordergrund. Darunter sind Arbeiten als Fassmaler und Vergolder zu fassen. 

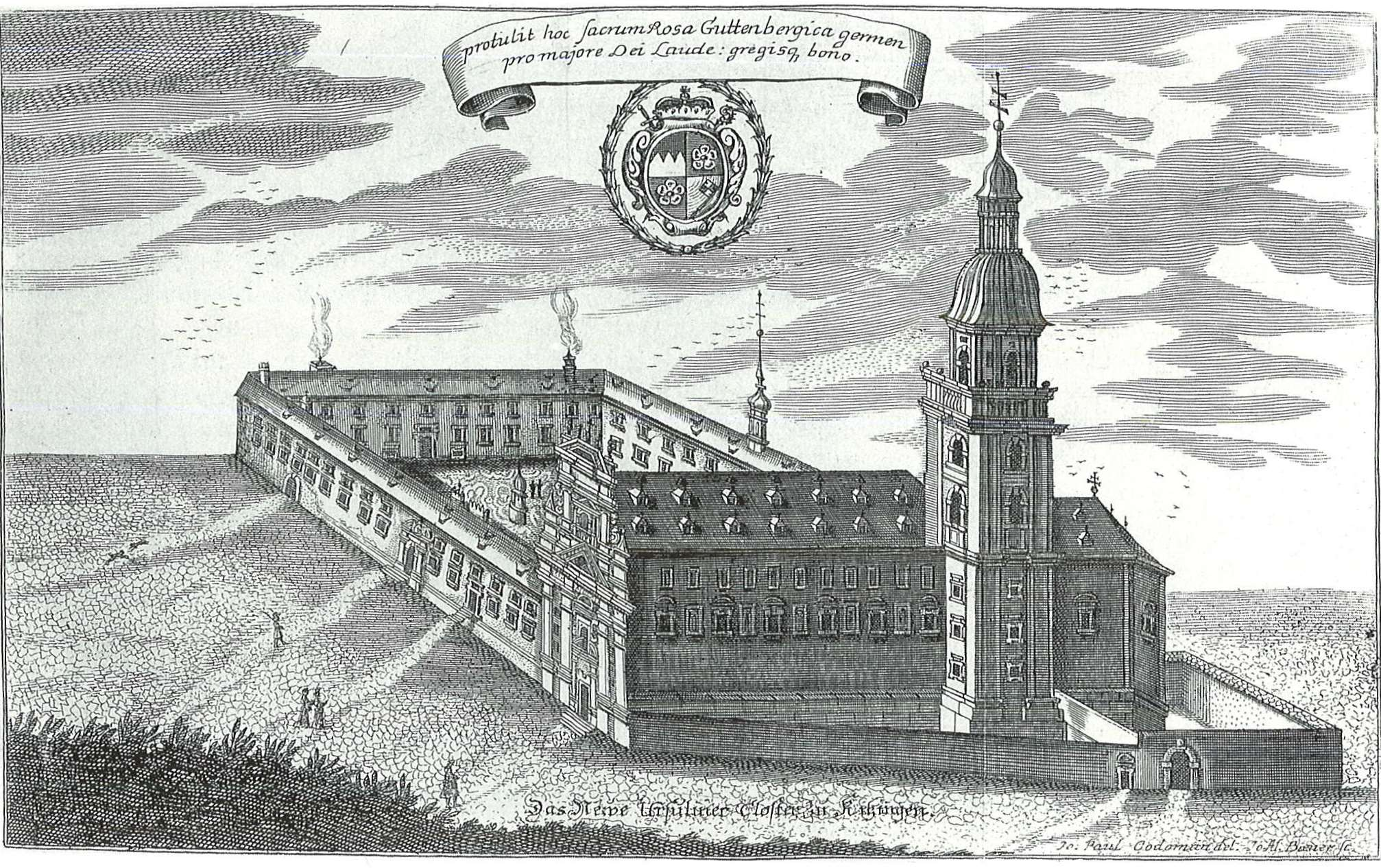
Kupferstich des Kitzinger Ursulinenklosters von 1692

- 1682: Marienaltarblatt in der Pfarrkirche St. Jakobus, Großlangheim
- 1685: linkes Seitenaltarblatt der Pfarrkirche St. Veit, Iphofen
- 1685–1689: abgegangene Seitenaltarblätter der Kirche St. Maria de Rosario, Dimbach
- 1692: Vorzeichnungen für Stiche des Ursulinenklosters Kitzingen
- 1695–1701: mehrere abgegangene Arbeiten für die Egbertbasilika in Münsterschwarzach, u. a. Seitenaltarblätter, Chorgestühl
- 1695/1696: Altarblatt für die Pfarrkirche St. Eucharius, Sommerach
- 1699: abgegangene Malerarbeiten für das Ursulinenkloster, Kitzingen
- unbekannt: Ölgemälde für die Johanneskirche, Kitzingen
- 1705: Orgelfassung Kloster Ebrach, Ebrach